# Покровка (Забайкальский край)
Покровка — село в Могочинском районе Забайкальского края России. Входит в состав Городского поселения «Амазарское».

## География
Село находится в юго-восточной части района, на левом берегу реки Амур, вблизи государственной границы с Китаем, на расстоянии примерно 123 километров (по прямой) к юго-востоку от города Могоча. Абсолютная высота — 311 метров над уровнем моря.
Климат
Климат характеризуется как резко континентальный, с морозной продолжительной зимой и коротким относительно тёплым летом. Средняя температура самого тёплого месяца (июля) составляет 14 — 18 °С (абсолютный максимум — 37 °С). Средняя температура самого холодного месяца (января) — −28 — −32 °С (абсолютный минимум — −53 °С). Годовое количество осадков — 400—600 мм.

## История
Основано в 1908 году.
Недалеко от современного села, при слиянии рек Шилки и Аргуни, казаки Ерофея Хабарова в середине XVII века основали Усть-Стрелкинский острог, первое русское поселение в Забайкалье.
В Покровке находится памятник советским пограничникам Михаилу Деревянко и Петру Денисовскому, которые погибли во время советско-японской войны 1945 года. Пограничная застава на Усть-Стрелке носит имя Петра Деревянко. Большая часть жителей села Покровка покинула его после наводнения 1958 года. К 2015 году там остался лишь один житель, гидролог Алексей Речкин, который проводит исследования на Амуре и охраняет небольшую туристическую базу из нескольких домиков. В селе также находится метеостанция, где живут и работают два человека.

## Население
| 1989 | 2002 | 2010 | 2021 |
| ---- | ---- | ---- | ---- |
| 9    | ↗12  | ↗15  | ↘9   |

Половой состав
По данным Всероссийской переписи населения 2010 года в гендерной структуре населения мужчины составляли 53,3 %, женщины — соответственно 46,7 %.
Национальный состав
Согласно результатам переписи 2002 года, в национальной структуре населения русские составляли 92 % из 12 чел.